# Vorbach (Tauber, Weikersheim)

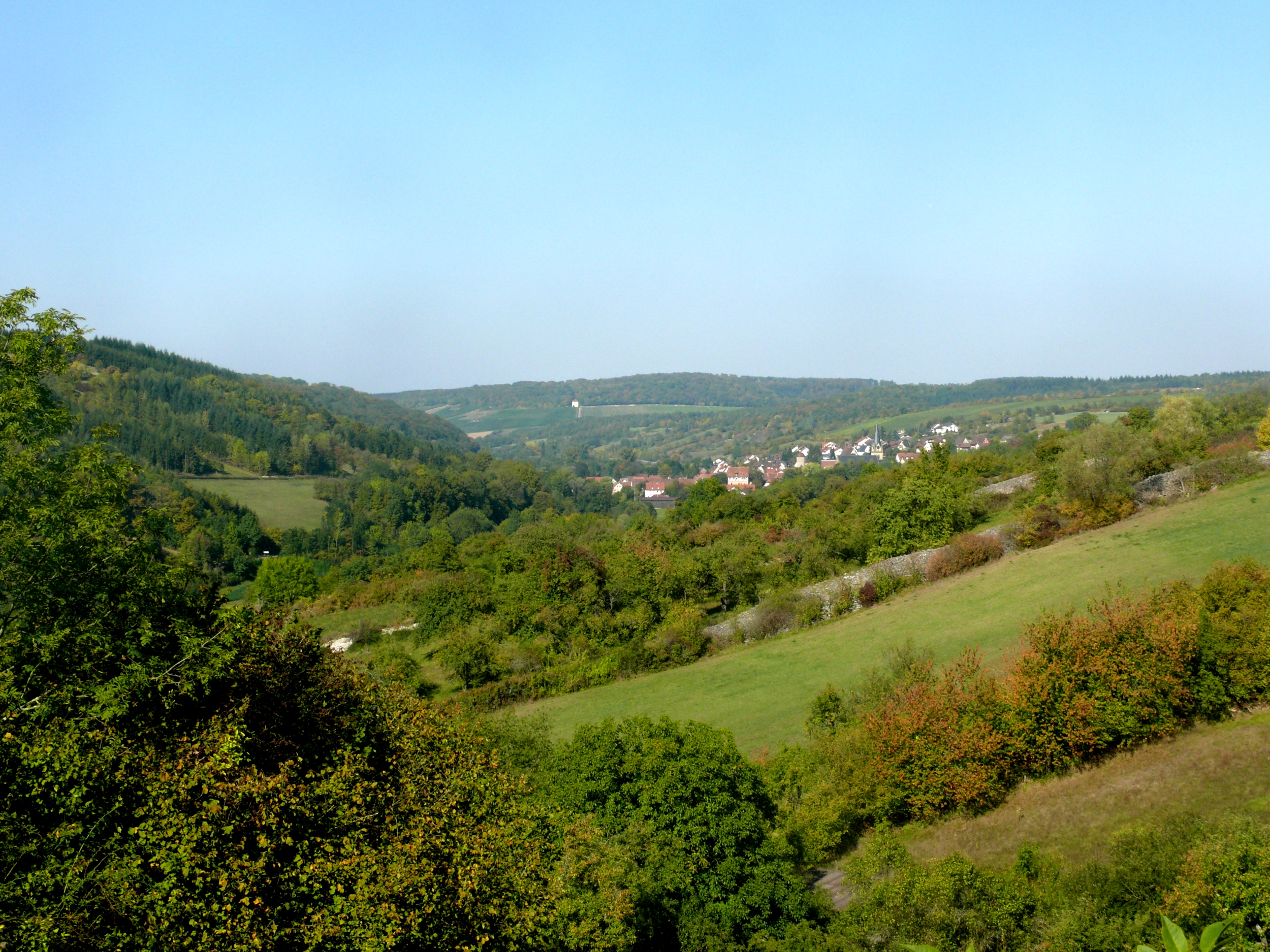
Blick nord- und flussabwärts im Vorbachtal auf Laudenbach, dahinter der Weikersheimer Karlsberg

Der oder die Vorbach ist ein etwa 25 km langer Bach im Nordosten von Baden-Württemberg, der bei Schrozberg im nordwestlichen Landkreis Schwäbisch Hall entsteht und nach überwiegend nördlichem Lauf bei Weikersheim von links in die mittlere Tauber mündet.
Die Tauber hat weiter aufwärts am Lauf nahe bei Rothenburg ob der Tauber einen weiteren und kleineren linken Zufluss mit dem Namen Vorbach.

## Name
Die erste überlieferte Schreibweise lautet nach Carlheinz Gräter fortana, was auf zweierlei Arten, als „Föhrenbach“ wie auch als „Forellenbach“, gedeutet wird. Laut Oberamtsbeschreibung (ca. 1880) heißt es "forhana" (Föhre, Forche) oder auch "forahana" (Forelle).

## Geographie

### Verlauf
Die Quelle des Vorbachs liegt etwa 2 km westsüdwestlich der Ortsmitte von Schrozberg, Landkreis Schwäbisch Hall, am Westrand des Waldgewannes Hirschschlag auf etwa 471 m ü. NHN. Von hier aus zieht der Quellbach in sehr gerader Linie auf Schrozberg zu, unterquert gleich hintereinander die L 1022 und die Bahnstrecke Crailsheim–Königshofen und nimmt nach gut einem Kilometer sein erstes Nebengewässer auf, den Hetzengraben, der am Nordrand des Waldgewanns Oberlohe aus dem etwa in 471 m Höhe gelegenen Hetzenbrunnen entspringt und bei seinem Zufluss ungefähr 900 Meter hauptsächlich in nördliche Richtungen geflossen ist. Zuweilen wird auch dieser Hetzenbrunnen als Vorbachquelle angesehen. Parallel zur Bahnstrecke fließt der Vorbach bis kurz hinter den Ortseingang von Schrozberg, wo er den sogenannten Schafsee durchquert, anschließend ca. 500 m weiter bis ans Schrozberger Schloss. In dessen Nähe, im sogenannten Gailwiesle, fließt ihm ein weiterer Quellast zu, der jedoch inzwischen verdolt ist; gehalten hat sich davon der Name der im Süden des Ortskerns liegenden Vorbachstraße. Unterhalb des Schlosses beginnt der noch kleine Fluss eine weite Linkskurve, wobei er sich merklich in die Hochebene eintieft. Nach der Oberen Talmühle, etwa zwei Kilometer weiter talabwärts, setzt er dann seinen Lauf in leichten Talmäandern in westnordwestlicher Richtung fort. Wenig später tritt er auf Niederstettener Gemarkung über, durchfließt hier zunächst das Hochwasserrückhaltebecken Oberstetten (mit einer Dauerstaufläche von über 1 ha) und danach den Teilort Oberstetten selbst, wo ihm sein größter Zufluss, der Reutalbach, von rechts zuströmt. Während von Schrozberg bis hierher die Talhänge meist waldbestanden waren, liegen sie im weiteren Verlauf meistens frei. Auf der folgenden Flussetappe bis nach Niederstetten bildet der Fluss auch eine deutliche Aue aus und in ihr Wiesenmäander.
Eine Felsengruppe aus Kalksinter oberhalb Niederstettens wird Tempele genannt und dient regelmäßig als Freilichtbühne. Entstanden ist die Felsformation durch Sickerquellen; eine davon wurde eingefasst und trägt den Namen Kindlesbrunnen. In Niederstetten erreicht den Vorbach von links der Frickentalbach, danach fließt er in vorwiegend nördliche Richtungen weiter, wobei er die Taldörfer Vorbachzimmern und Haagen durchzieht sowie Laudenbach, wo von rechts der Ebertsbronner Bach mündet. Danach zieht die Vorbach in einer langsamen Linkskurve bis nach Weikersheim, wo kurz vor dem historischen Ortskern linksseitig der etwa 1 km lange Mühlkanal abzweigt, der früher der Vorbachmühle und der Stadtmühle Wasser zuführte und heute noch an der Vorbachmühle zur Stromerzeugung genutzt wird. Beide Arme münden, weniger als 150 m voneinander, in nordwestlicher Richtung auf 221 m ü. NHN in die hier südlich fließende Tauber, sie begrenzen mit ihr zusammen die Insel Heiliges Wöhr, auf der das Bildungszentrum und Wohnheim der deutschen Sektion der Jeunesses Musicales International liegt.
Der Vorbach mündet nach 24,8 km langem Lauf mit mittlerem Sohlgefälle von etwa 10 ‰ rund 250 Höhenmeter unterhalb seiner Quelle nahe Schrozberg.

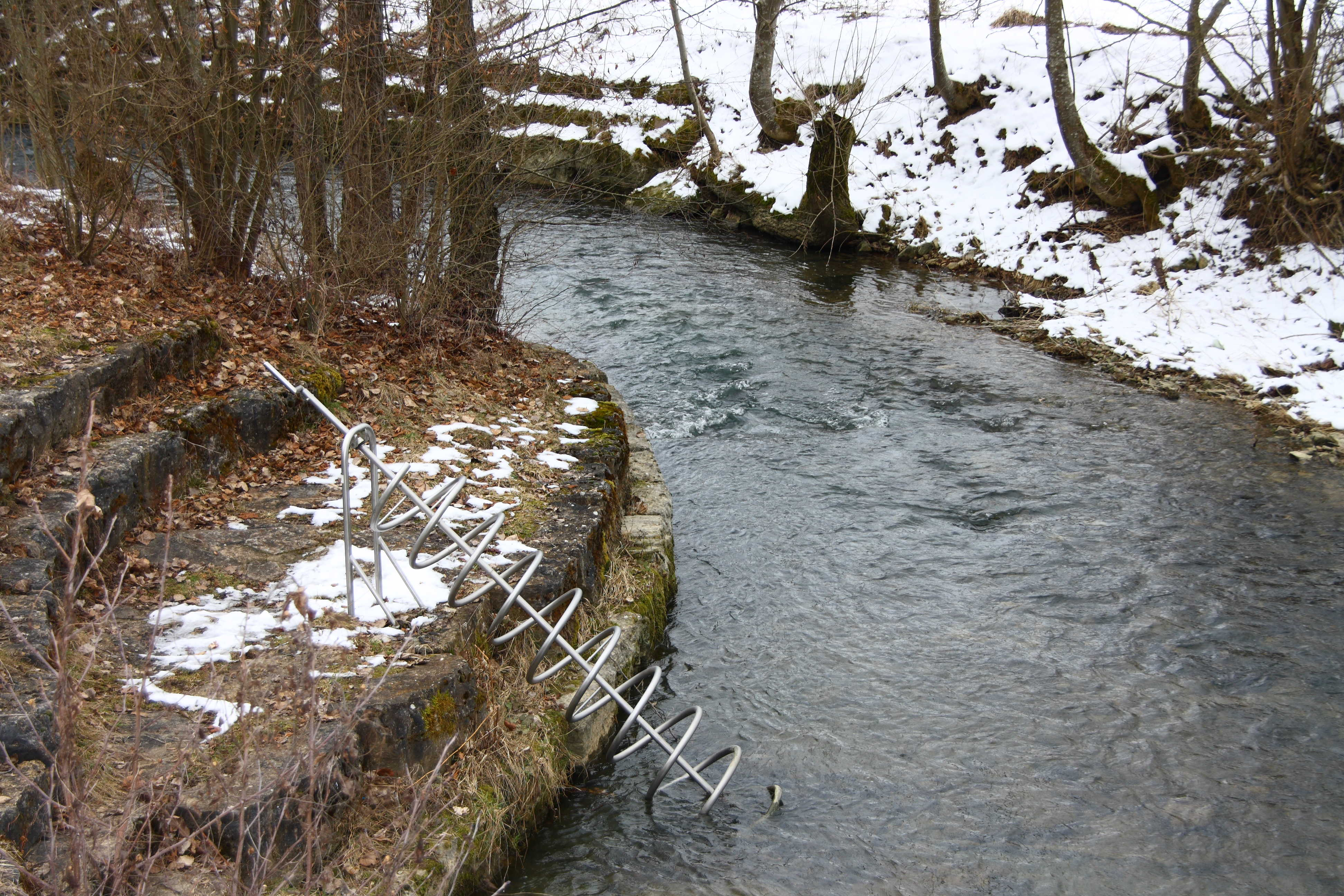
Installation einer Archimedischen Schraube am Vorbach oberhalb Niederstettens
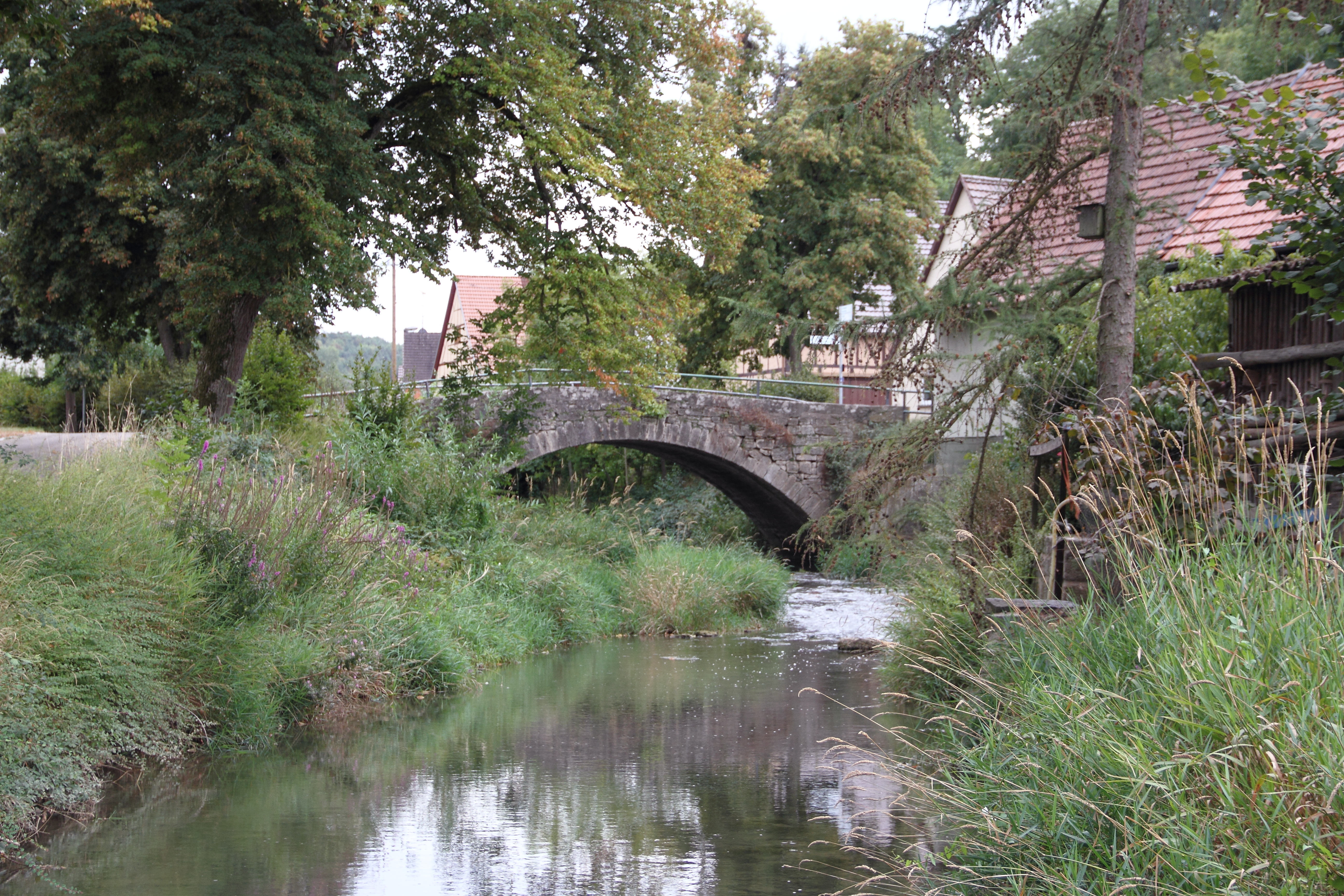
Die Vorbachbrücke in Vorbachzimmern
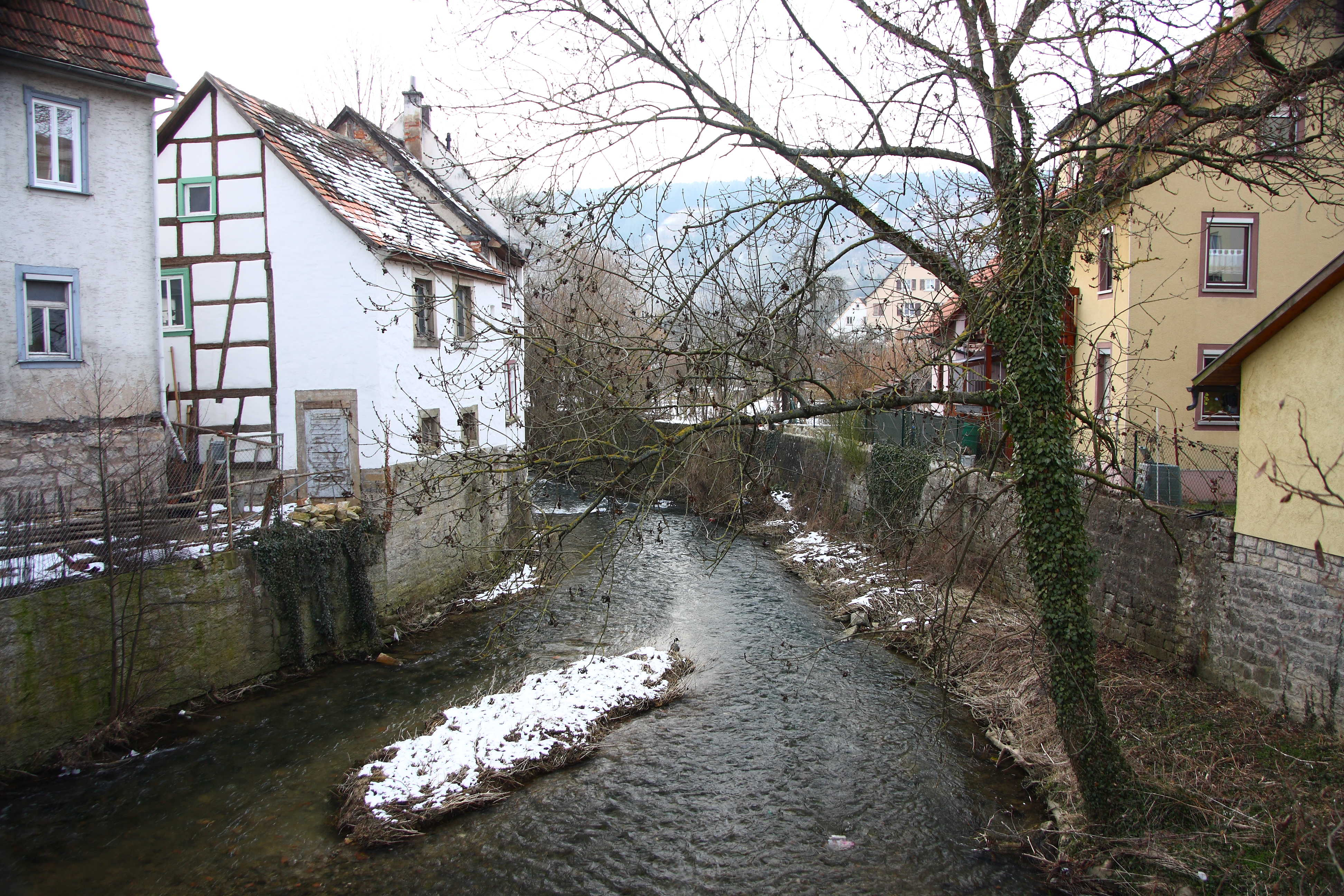
Die Vorbach in Weikersheim
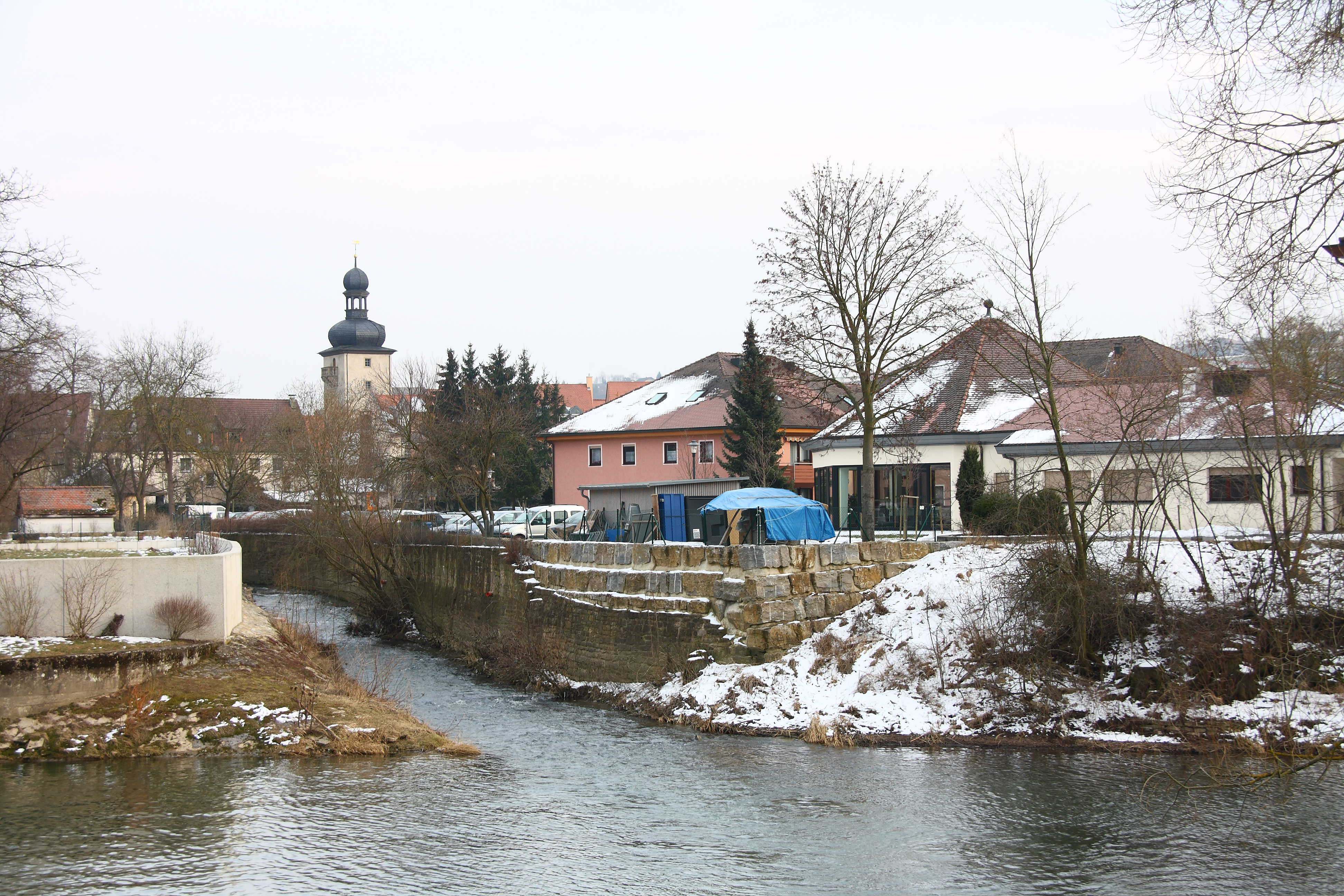
Die Mündung mit dem Logierhaus der Jeunesses Musicales Deutschland (rechts)
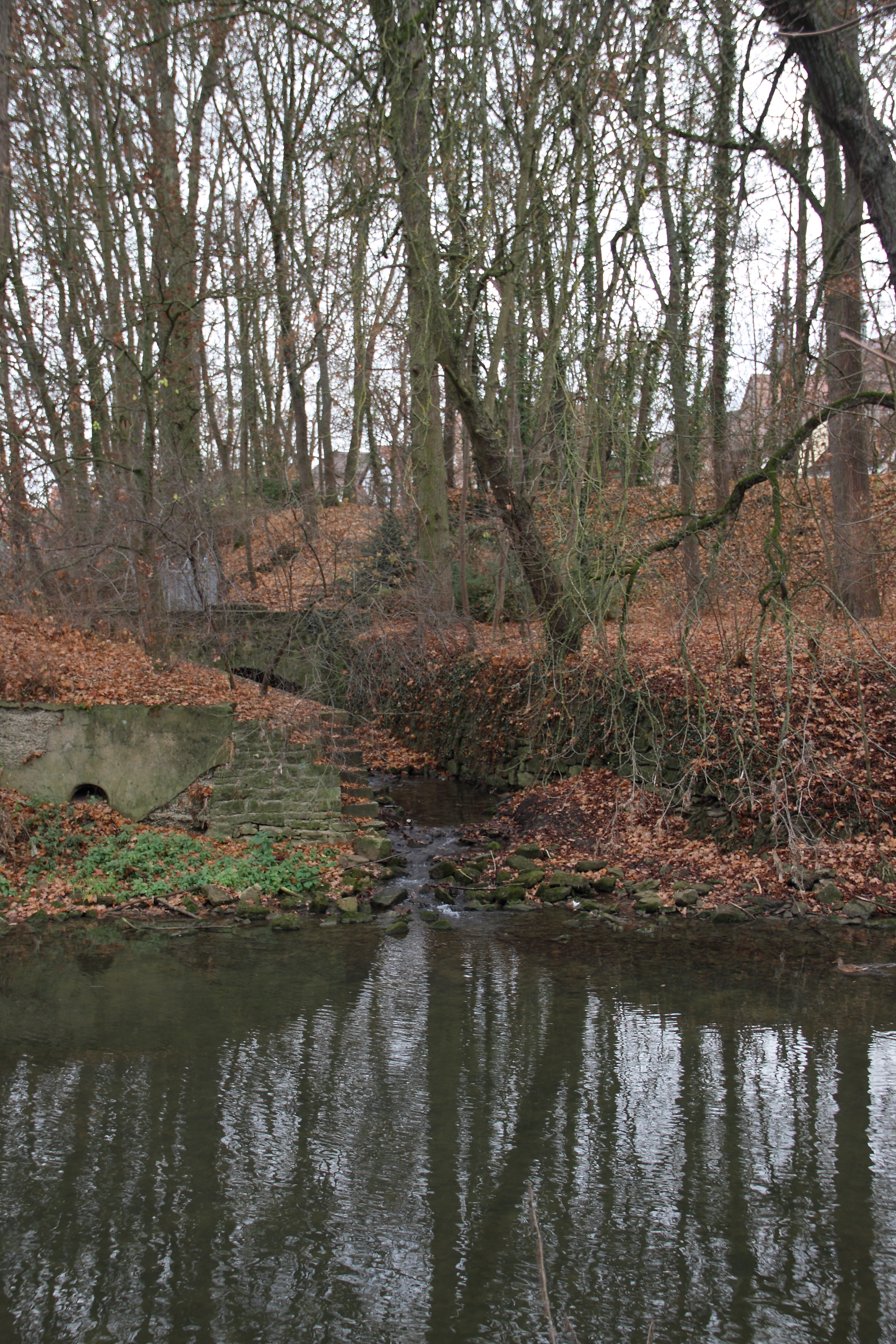
Mündung des Mühlkanals in die Tauber bei Schloss Weikersheim

### Einzugsgebiet
Der Vorbach hat ein oberirdisches Einzugsgebiet von 116,4 km², dessen Verkarstung an etlichen zulaufenden Trockentälern und trockenen Obertälern der Zuflüsse erkennbar ist. Es erstreckt sich auf Teile der Markungen von Schrozberg, Niederstetten und Weikersheim. 
Die Wasserscheide verläuft im Osten des Unterlaufs gegen den bei Creglingen parallel der Tauber zufließenden Rindbach. Weiter flussaufwärts im Süden grenzen dann nacheinander die Einzugsgebiete von Herrgottsbach und Schandtauber an. 
Dann knickt die Einzugsgebietsgrenze nach Westen und umringt Schrozberg im Süden, hier konkurrieren jenseits Nebenflüsse des Jagst-Zuflusses Brettach, insbesondere der Blaubach. Im Westen von Schrozberg biegt die Grenze nach Nordwesten, hier fließt jenseits die Ette ebenfalls zur Jagst.
Dann knickt die Wasserscheide vor dem wiederum zum Vorbach parallelen und zur Tauber laufenden Aschbach nach Norden. Zuallerletzt schiebt sich ganz im Nordwesten noch der kleinere Tauberzufluss Dürrbach dazwischen.
Wegen der Verkarstung des in weiten Teilen des Einzugsgebiets anstehenden Muschelkalks kann sich das tatsächliche Einzugsgebiet vom oberirdischen, aus dem Gelände abgeleiteten unterscheiden. Über Markierungsversuche ist bekannt, dass Flächen um Unter- und Obereichenrot zum Herrgottsbach (siehe dortiges Kapitel Geologie) und Gebiete bei Wermutshausen überwiegend zum Rindbach (siehe Ponor südöstlich von Wermutshausen) entwässern.

### Zuflüsse und Seen
Liste der Zuflüsse von der Quelle zur Mündung. Gewässerlänge und Einzugsgebiet nach den entsprechenden Layern auf der Onlinekarte der LUBW. Andere Quellen für die Angaben sind vermerkt.
- Hetzengraben (rechts, 0,9 km), westlich von Schrozberg
- Könbronner Bach (links, 0,9 km), nördlich von Schrozberg-Könbronn
- Otterbach (links, 2,6 km, 3,7 km²), zwischen Könbronn und Niederstetten-Oberstetten
- Bachbrunner Bächle (links, 2,0 km, 1,8 km²), südlich von Oberstetten
- Reutalbach (rechts, 8,2 km, 30,7 km²[LUBW 6]), bei Oberstetten
Der bis dorthin selbst erst 8,2 km lange Vorbach hat bis zu diesem Zufluss erst ein Teileinzugsgebiet von 19,0 km²[LUBW 6] angesammelt.
- Stegmühlenbach (links, 1,8 km), bei Oberstetten
- Neuweilergraben (rechts, 1,3 km), südliches Niederstetten
- Frickentalbach (links, 3,8 km, 8,8 km²), in Niederstetten
- Regenbach (rechts, 1,6 km), Nordrand von Niederstetten
- Ebertsbronner Bach (rechts, 7,7 km, 14,0 km²), in Weikersheim-Laudenbach
- (Bach aus der Ghäuklinge) (rechts), nördlich von Laudenbach
- Landgraben (rechts, 2,1 km), südöstlich von Weikersheim
- Honsbronner Graben (3,4 km) (links aus der Hammelsklinge), Ostrand von Weikersheim

### Flusssystem Tauber
- Fließgewässer im Flusssystem Tauber

## Natur und Schutzgebiete

### Gewässergüte
Der Vorbach war mit Stand von 2004 auf ihrem ganzen hierfür erfassten Lauf vom Ostbogen unmittelbar nach Schrozberg bis hin zur Mündung mäßig belastet (Güteklasse II).

### Wasserschutzgebiet
Das mit Rechtsverordnung vom 10. Mai 1999 ausgewiesene Wasserschutzgebiet Vorbachwiese Weikersheim mit der WSG-Nr. 128138 umfasst eine geschützte Fläche von 559,9 Hektar.

### Biotope
An den Talhängen des Vorbachtals gibt es viele Magerwiesen und Steinriegel. Vor allem die als Viehweide genutzten Hänge sind sehr wertvolle Biotope für seltene Pflanzen. An wenigen Standorten fallen die Gewöhnliche Kuhschelle und die Silberdistel auf, daneben auch einige Orchideenarten wie die Pyramiden-Hundswurz und das Helmknabenkraut.

## Wirtschaft und Verkehr

### Weinanbau
Zwischen Oberstetten und Weikersheim wird im Vorbachtal Wein angebaut, die Sorte Tauberschwarz ist eine lokale Spezialität. Im Mittellauf bei Niederstetten ist der Anbau in den letzten 50 Jahre wegen geringer Rentabilität stark zurückgegangen. Die traditionellen Weinberge liegen in steilen Hanglagen, sie sind sehr schmal und erlauben häufig keinen geraden Zeilenlauf. In Laudenbach und Vorbachzimmern ermöglichten Flurbereinigungen eine rentable Weiterbewirtschaftung der Flächen.

### Verkehr
Das Vorbachtal wird auf der gesamten Länge von der Bahnstrecke Crailsheim–Königshofen und der Landesstraße 1001 durchzogen.

### LUBW
Amtliche Online-Gewässerkarte mit passendem Ausschnitt und den hier benutzten Layern: Lauf und Einzugsgebiet des Vorbachs

Allgemeiner Einstieg ohne Voreinstellungen und Layer: Daten- und Kartendienst der Landesanstalt für Umwelt Baden-Württemberg (LUBW) (Hinweise)
1. ↑  Höhe nach dem Höhenlinienbild auf dem Hintergrundlayer Topographische Karte.
2. ↑  Höhe nach schwarzer Beschriftung auf dem Hintergrundlayer Topographische Karte.
3. 1 2  Länge nach dem Layer Gewässernetz (AWGN).
4. ↑  Einzugsgebiet nach dem Layer Aggregierte Gebiete 04.
5. ↑  Einzugsgebiet nach dem Layer Basiseinzugsgebiet (AWGN).
6. 1 2  Einzugsgebiet nach dem Layer Aggregierte Gebiete 05.

### Andere Belege
1. ↑  Modellierte Werte nach Abfluss-BW Gewässerknoten MQ/MNQ
2. 1 2 3 4  Das grammatische Geschlecht wechselt. Am Unterlauf findet man vor allem das weibliche, auch in offiziellen Dokumenten der Gemeinden wie etwa Bebauungsplänen, am Oberlauf dagegen benutzt man nur oder vor allem das männliche, ebenso ist es im überregionalen Sprachgebrauch.
3. 1 2  650 Jahre Niederstetten. Veröffentlichungen zur Ortsgeschichte und Heimatkunde in Württembergisch Franken, Band 4, Schwäbisch Hall 1991 (Hrsg. Historischer Verein für Württembergisch Franken)
4. ↑  Hans Hagdorn, Theo Simon: Geologie und Landschaft des Hohenloher Landes. (=Forschungen aus Württembergisch-Franken, Band 28) 2. Auflage, Thorbecke, Sigmaringen 1988, ISBN 3-7995-7627-4, S. 105.
5. ↑  Biologische Gewässergütekarte 1 : 350.000 der Landesanstalt für Umweltschutz Baden-Württemberg (PDF; 11,7 MB)